# San Vittore
San Vittore (Lombardisch: San Vitor; Duits (verouderd): Sankt Victor) is een gemeente en plaats in het Zwitserse kanton Graubünden, en maakt deel uit van het district Moësa.
San Vittore telt 708 inwoners.